# 이오덕
이오덕(李五德, 1925년 11월 14일 ~ 2003년 8월 25일)은 대한민국 교육자이자 아동문학가이다.

## 생애
경상북도 영천군 현서면(현재는 청송군에 편입)에서 농사꾼 아들로 출생하여 경상북도 청송군에서 성장한 그는 교직 생활을 하던 중 1954년 〈소년세계〉라는 잡지에 《진달래》라는 동시가 당선되어 첫 등단하였다. 이후 동화작가로 전향하였다.
농사를 지으면서도 책을 손에서 놓지 않았던 아버지의 영향으로 어려서부터 책을 좋아했으며, 보통학교를 졸업한 후 집안 형편으로 2년 간 농사를 지었다. 학비를 대기 어려워 학비가 없는 2년제 국립 농업학교에 들어갔다.
그는 학창 시절 봄, 여름, 가을에는 밭 매고 채소를 가꾸었으며, 비가 오면 교실에서 공부했다. 농업학교에서 그는 “땀 흘리며 일하는 것과 밥을 해서 함께 나누어 먹는 것”을 배웠다.
졸업 후 영덕군청에 사무원으로 일하다가 1944년 교원시험에 합격하여 청송의 부동초등학교에 부임했다.
1986년까지 43년 동안 초등학교 교사와 교감, 교장을 지내면서 동화와 동시를 쓰고, 한국 말과 글의 아름다움을 발견하고 다듬는 일을 해서 우리말 지킴이로 불렸다.
1954년 아동문학가로서 이원수 선생이 내던 <<소년세계>>에 동시 <진달래>를 발표하면서 등단했다.
주로 농촌 지역에 근무하면서 어린이들에게 글쓰기를 가르치고 이를 위한 교육을 연구 실천해 왔다.
한자말과 외래어, 외국어의 거센 물결 속에서도 아주 고집스레 한국말을 지키고 되살리는 일에 평생 동안 온몸을 바쳤다.
| “ | 밖에서 들어온 잡스런 말을 세 가지로 나눌 수 있으니, 첫째는 중국글자말이요, 둘째는 일본말이요, 셋째는 서양말이다. 이 세 가지 바깥말이 들어온 역사도 중국글자말-일본말-서양말의 차례가 되어 있는데, 중국글자말은 가장 오랫동안 우리 말에 스며든 역사를 가지고 있지만, 일본말은 중국글자말과 서양말을 함께 끌어 들였고 지금도 끊임없이 끌어들이고 있다는 점에서 그 깊은 뿌리와 뒤엉킴을 잘 살펴야 한다. 정말 이제 우리가 정신을 바짝 차리지 않으면 넋이 빠진 겨레가 될 지경에 이르렀다는 것을 똑똑히 알아야겠다. | ” |
|   | — 대표작〈우리글 바로쓰기〉의 들어가는 말 |   |

언어민중주의자, 언어민족주의자로, 어린이시집이나 비평집 등 생전에 50권이 넘는 책을 펴냈다.
| “ | 지식인이나 학생들이 책상 앞에 앉아서 말을 만들어내는 것은 관청의 관리들이 제멋대로 말을 만들어내는 것과 다름없이 겨레말을 어지럽힌다. 오늘날 우리가 그 어떤 일보다 먼저 해야 할 일은 외국 말과 외국 말법에서 벗어나 우리말을 살리는 일이다. 민주고 통일이고 그것은 언젠가는 반드시 이루어질 것이다. 그것을 하루라도 빨리 이루는 것이 좋다는 것은 말할 나위도 없지만, 3년 뒤에 이루어질 것이 20년 뒤에 이루어진다고 해서 그 민주와 통일의 바탕이 아주 달라지는 것은 아니다. 그런데 말이 아주 변질되면 그것은 영원히 돌이킬 수 없다. 한번 잘못 병들어 굳어진 말은 정치로도 바로잡지 못하고 혁명도 할 수 없다. 그것으로 우리는 끝장이다. 또 이 땅의 민주주의는 남의 말과 남의 글로써 창조할 것이 아니라 우리말로써 창조하고 우리말로써 살아가는 것이다. | ” |
|   | |   |

라고 이야기하면서, 시골할머니도 잘 알 수 있는 말, 어린아이들도 누구나 알아듣는 말을 지키고 살리고 가꾸려고 하였다. 또한 생전에 "아이들을 위해 썼다는 시가 예쁘장하고 귀여운 것이 되지 못해서 한마디 해야겠습니다. 나는 비단 같은 말로 아이들을 눈가림하여 속이는 것이 싫습니다. 동시가 사탕과자나 장난감이 아니고, 더욱 커다란 감동스런 세계를 창조하는 시가 되어야 한다고 믿는 나로서는 오늘날 이 땅 아이들의 참모습을 정직하고 진실하게 노래하면서 그들의 영혼을 살리고 싶었습니다." 이런 말을 하기도 했다.
아이들을 시험 점수 따는 기계로 만들라는 지시와 명령을 밀어내고, 아이들이 참답게 클 수 있도록 삶을 느끼게 하고 자연을 부대끼게 했다. 아이들한테 글쓰기를 가르치고 그림그리기를 함께하고 노래를 즐겁게 부르면서 자연을 보여주었고, 부모들이 하는 일을 느끼게 했고 이웃사람들과 마을을 돌아보도록 했다.

## 친한 사람
어린이 문학가 이원수와 연수모임 같은 곳에서 가까이에 모셨다. 1970년대 초 〈강아지똥〉을 읽은 선생은, 안동에 칩거하던 권정생 작가를 만나러 갔다. 서로 통하자 마자 12살의 나이차이에도 불구하고 평생지기가 된 두 작가는 어린이문학에 대한 고민, 세상에 대한 성찰, 불합리한 현실에 대한 분노 등을 서로 위로하고 북돋웠다. 사후 유언에 따라 권정생 작가의 〈밭 한 뙈기〉와 이오덕 작가의 〈새와 산〉이 적힌 시비가 무덤가에 마주보고 서있다.
2003년 가을 두 작가가 쓴 편지가 책으로 나왔다. 〈살구꽃 봉오리를 보니 눈물이 납니다〉 (한길사)

## 교직을 떠나다
교육행정의 지나친 간섭과 획일주의, 입시진학 출세주의를 비판하는 생각으로 교육당국의 미움을 받아 18번이나 학교를 옮기면서도 교육현장을 지켰다.
1986년에 아이들 편에서 교육행정에 대해 비판하는 글을 쓴 이유로, “대한민국 전두환 군부정권이 하도 발악을 하고 거기에 시달리다 보니까 그만 몸서리가 나서” 스스로 학교를 떠났다.
1986년 마지막 근무지는 경북 성주군 대서초등학교였다.
이후 사회의 교사로서 “지식인들의 유식병”을 고치기 위해 대학교에서 글쓰기 강의를 하기도 했으며, “우리말 연구소”를 세워 한국 말과 글을 바로 쓰는 운동을 펼치기도 했다.
1987년 전국교사협의회, 1989년 전국교직원노동조합(전교조) 설립 운동, 교육·학교 민주화 운동 등 현장에서 벌어진 민주교육 운동에 좋은 영향을 끼쳤으며, ‘교사는 노동자가 아니라 교육자’라는 말에 반박했다. 참교육을 하려면 아이들이 즐겁게 일(놀이)을 하도록 해야 하고, 그것을 가르치는 선생님들도 아이들과 같이 일을 하지 않을 수 없다. 그러므로 교사는 기본적으로 ‘일하는 사람’이라고 주장했다. 다만, 교사는 자신을 위해서가 아니라 아이들을 위해 교육운동을 하는 사람이라고 덧붙였다. 저서 <이 아이들을 어찌할 것인가>, <삶과 믿음의 교실>, <이땅에 살아갈 아이들 위해>는 그가 잘못된 교육풍토를 바로잡으려 고민한 흔적이다.
이오덕 선생은 일하는 사람들이 쓰는 일상의 언어야 말로 가장 자연스럽고 올바른 것이라는 생각으로 특히, 노동현장에서 땀 흘려 일하는 것이 바른 삶을 살아가는데 반드시 필요함을 힘주어 말하곤 했는데, 그 예로 일하는 사람들의 글인 《작은책》에 "글은 유식한 사람들이 쓰는 것이라고 흔히 잘못 알지만 노동하는 사람들의 삶이 담긴 글이 참글"이라고 했다.
“우리 문장 쓰기”, “우리 글 바로 쓰기” 집필과 공동대표를 지냈다. 또한 “우리말 살리는 겨레 모임” 등에서 활동하면서 한국 말의 오용을 질책하고 '한글만 쓰기'(한글 전용)에서 더 나아가 '우리말 살려쓰기' 운동을 벌이기도 했다.
외국어의 밀물로 한국말이 퇴화하는 것을 두고 “민중들이 다 쉽게 알아듣는 말을 써서는 지식인의 권위가 서지 않는다고 생각하는 권위주의 때문” 이라며 비판했다.

## 세상을 떠나다
퇴임 이후 경기도 과천에서 살았으나, 1999년경 지병인 신장염과 위염이 악화하자 충청북도 충주시 신니면 수월리 자택으로 거처를 옮겼다.
2003년 8월 25일 향년 77세로 자택에서 지병으로 별세했으며, “집안 사람들 만으로 간소하게 장례를 치르고, 부고는 장례 후에 알리며, 일체의 부의금과 조화도 받지마라”고 유언했다.
2003년 8월 19일 아침 우리말과 아이들을 사랑했던 선생은 병실에서 시 한 수를 마지막으로 남겼다.
| “ | 한 달 동안 병원에서/ 밤낮 노래를 들었다./ 며칠 뒤에는 고든박골 병실로 옮겨/ 햇빛 환한 침대에 누워/ 새소리 바람소리 벌레소리를 듣는다./ 아 내가 멀지 않아 돌아갈 내 본향/ 아버지 어머니가 기다리는 곳/ 내 어릴 적 동무들 자라나서 사귄 벗들/ 모두모두 기다리는 그 곳/ 빛과 노래 가득한 그 곳/ 그리고 보니 나는 벌써/ 그곳에 와 있는 것 아닌가/ 그곳에 반쯤 온 것 아닌가/ 나는 가네 빛을 보고 노래에 실려 | ” |
|   | — 빛과 노래 |   |

## 이오덕학교
이오덕학교는 충주시  신니면 광월리에 있는 대안학교다. 이오덕 선생이 이끌던 사단법인 한국글쓰기교육연구회에서 시작됐다. 연구회는 1983년 경기도 과천에서 현직 교사 47명이 방과 후에 모여 글쓰기 연구를 하던 모임이다. 이오덕 선생은 학교를 퇴직한 뒤 무너미 마을로 이사와 글쓰기 연수원을 짓고, 이를 중심으로 마을공동체를 꾸리고 있었다. 그러다 학교를 세우기로 결심하고 2000년 학교정관을 만들었는데 뜻밖에 암 선고를 받고 3개월 만에 세상을 떠났다.
현 교장인 맏아들이 선친의 뜻을 이어 2003년 학생 30명으로 학교 문을 열었다.

## 상 받은 경력
- 1971년 동화 당선 (동아일보)
- 1971년 수필 신춘문예 당선 (한국일보)
- 1976년 제2회 한국아동문학상 수상
- 1983년 한국글쓰기교육연구회 창설
- 1988년 제3회 단재상 수상(한길사)
- 2002년 문화훈장 은관상 수상 (대한민국 정부)

## 작품
- 1965년 〈글쓰기 교육의 이론과 실제〉
- 1969년 〈어린이는 모두 시인이다〉 (창작과비평사)
- 1987년 동화집 〈종달새 우는 아침〉 (창작과비평사)
- 1992년 〈우리 문장 바로쓰기〉1,2 (한길사)
- 1992년 〈우리글 바로쓰기〉1,2 (한길사)
- 1997년 〈글쓰기 어떻게 가르칠까〉 (보리)
- 2001년 어린이 문학 비평집 〈농사꾼 아이들의 노래〉 (한길사)
- 2002년 〈문학의 길, 교육의 길〉 (창작과비평사)
- 2002년 〈어린이책 이야기〉 (창작과비평사) (소년한길)
- 2004년 〈삶을 가꾸는 글쓰기 교육〉 (보리)
- 2004년 〈아이들에게 배워야 한다〉 (길)
- 2004년 2005년 〈우리말 살려쓰기〉1,2,3 (아리랑나라)
- 2005년 〈거꾸로 사는 재미〉 (한길사)
- 2007년 〈무엇을 어떻게 쓸까〉 (보리)

### 어린이시집
- 1966년 〈별들의 합창〉
- 1969년 〈탱자나무 울타리〉
- 1974년 〈까만새〉
- 1977년 2002년 〈일하는 아이들〉 (보리)
- 1981년 〈개구리 울던 마을〉 (창작과비평사)) (한길사)

### 시집
- 2005년 〈무너미마을 느티나무 아래서〉 (한길사)
- 2005년 〈고든박골 가는길〉 (실천문학사)

### 수필
- 2004년 〈나무처럼 산처럼〉1,2 (산처럼)

### 문학비평
- 1977년 〈시정신과 유희정신〉 (창작과비평사)
- 1984년 〈어린이를 지키는 문학〉 (창작과비평사)
- 1987년 〈삶·문학·교육〉

### 교육비평
- 1986년 〈이 땅에 살아갈 아이를 위해〉
- 1986년 〈우리 언제쯤 참선생 노릇 한번 해볼까〉 (한길사)
- 1990년 〈참교육으로 가는길〉 (한길사)
- 1977년 〈이 아이들을 어찌할 것인가〉
- 1978년 〈삶과 믿음의 교실〉 (한길사)
- 2005년 〈내가 무슨 선생 노릇을 했다고〉 (삼인)

### 어린이 글 모음집
- 1979년 〈우리도 크면 농부가 되겠지〉 (청년사)
- 1984년 〈우리 반 순덕이〉, 〈이사 가던 날〉, 〈나도 쓸모 있을걸〉, 〈웃음이 터지는 교실〉, 〈우리 집 토끼〉, 〈참꽃 피는 마을〉
- 1986년 〈봉지 낳는 아이들〉, 〈산으로 가는 고양이〉
- 1998년 〈허수아비도 깍굴로 덕새를 넘고 〉